# Johannes Eustache Egolf von Westernach
Johannes Eustache Egolf Reichsfreiherr von Westernach, auch  Johann Eustadi Egolph oder Johannes Eustachius Egolphus (* 2. November 1649 in Arbon am Bodensee; † 28. September 1707), war Weihbischof im Bistum Augsburg.

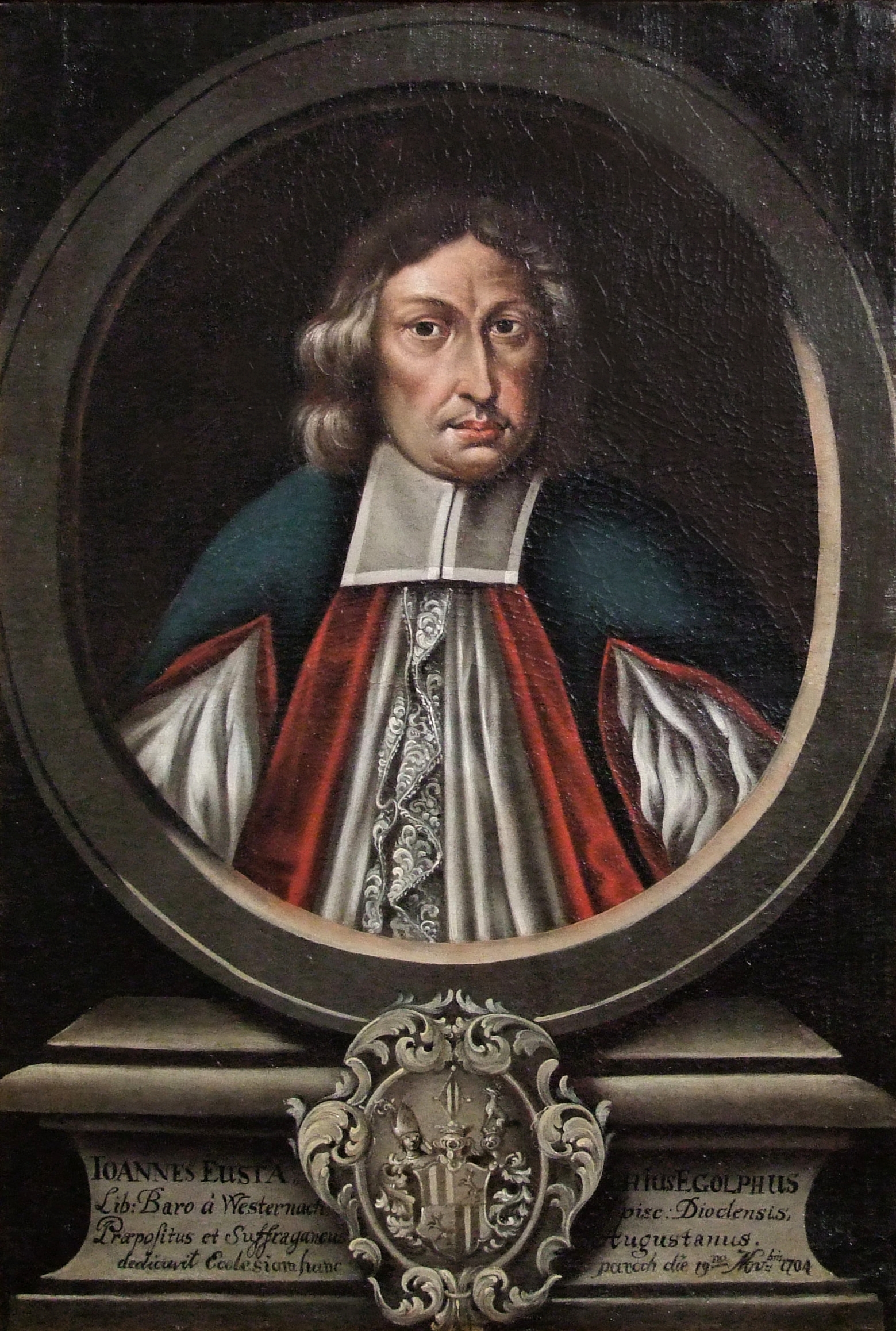
Johannes Eustache Egolf von Westernach auf einem Bild in der Pfarrkirche St. Michael in Stockheim in Schwaben

## Familie
Johannes Eustache Egolf von Westernach entstammte dem schwäbischen Adelsgeschlecht  der Familie Westernach, benannt nach Westernach, heute Teil der oberschwäbischen Stadt Mindelheim im Landkreis Unterallgäu. Seit 1616 besaßen die Herren von Westernach  das Marschallamt des Hochstifts Augsburg als Lehen.
Sein Onkel Johann Eustach von Westernach war der 44. Hochmeister des Deutschen Ordens.
Nach dem Tod von Franz Ignaz Schenk von Stauffenberg (1656–1692) und Maria Anna Theresia Schenkin von Stauffenberg (1663–1693), geborene von Westernach, wurde er durch Kaiser Leopold I. zum Vormund der minderjährigen Kinder Joseph Ignaz Schenk und Maria Ludowika Schenkin von Stauffenberg bestellt.

## Leben
Johannes Eustache Egolf von Westernach besuchte ab 1660 die Schule in Dillingen. 1669 wurde er an der Universität Ingolstadt zum Dr. iur. utr. promoviert. Er empfing die Priesterweihe am 15. Juni 1680 für das Bistum Augsburg. 1681 wurde er Vorsitzender des Geistlichen Rates des Bistums Augsburg.
Am 10. Juli 1681 wurde er zum Weihbischof in Augsburg gewählt und durch Papst Innozenz XI. als Titularbischof von Dioclea bestätigt. Die Bischofsweihe spendete ihm am 14. September 1681 der Augsburger Fürstbischof Johann Christoph von Freyberg. 1693 wurde er in den Freiherrenstand erhoben. 1693 wurde er Domkustos, 1698 Dompropst und Kanonikus des Augsburger Doms. 1705 wurde er Domherr in Konstanz.